# Ильченко, Любовь Ивановна
Любовь Ивановна И́льченко (род. 1938) — советская и украинская художница в области полиграфии.

## Биография
Родилась 10 октября 1938 года в Тихотине (ныне Волынская область, Украина). Окончила Львовский полиграфический техникум (1957), Львовский полиграфический институт имени Ивана Фёдорова (1962).
В 1972—1992 годах работает старшим техническим редактором издательства «Днепр».
Под её технической редакцией выпущены следующие книги:
- «Метаморфозы» Овидия (1985)
- «Антология украинской поэзии», тома 1—6 (1984—1986)
- «Произведения» А. С. Малышко, тома 1-5 (1986—1987)
- «Литературная панорама» (1986—1988; 1990)
- «Лирика» А. С. Пушкина, «Красная зима» В. Н. Сосюры, «Всадники» Ю. И. Яновского (1987)
- «Лесь Курбас. Березиль. Из творческого наследия» (1988)
- «Гайдамаки» Т. Г. Шевченко,
- «Летопись русская» (1989) — была соавтором макета

## Награды и премии
- Государственная премия УССР имени Т. Г. Шевченко (1990) — за подготовку и выпуск издания «Летопись Русская»

## Источник
- Шевченковский комитет